# Yaguarê Yamã
Yaguarê Yamã (* 3. Oktober 1973 in Manaus, Bundesstaat Amazonas) ist ein brasilianischer Schriftsteller indigener Herkunft.

## Leben
Yaguarê Yamã lebte lange Zeit in São Paulo und kehrte 2004 ins Amazonas-Gebiet zurück. Heute lebt er in Parintins. Sein Vater stammt aus dem indigenen Volk Sateré-Mawé, seine Mutter vom Volk der Maragua. Er spricht Portugiesisch, Französisch, und die indigenen Sprachen Maragua und Nheengatu. Er ist Schriftsteller und Lehrer für Geografie.

## Literarisches Schaffen
Bis jetzt hat er in Brasilien schon über 20 Bücher veröffentlicht. Viele sind im Bereich Kinder- und Jugendliteratur angesiedelt und erzählen die alten Mythen, Legenden und Geschichten seines Volkes, aber auch die anderer indigener Völker, wie sie seit Urzeiten erzählt wurden. Sehaypori ist die heilige Schrift des Volkes Sateré-Mawé, die zunächst im Puratig, dem heiligen Ruder, niedergelegt war. Das Buch Puratig ist die heilige Schrift der Sateré-Mawé in einer Version für Kinder und Jugendliche.

## Werke
- A Arvore da Carne, Tordeselinhas,  ISBN 8564406330
- Murugawa, Wmf Martin Fontes, ISBN 8560156496
- Puratig, 2001, Peiropolis, ISBN 8585663634
- Coçador de Historias,  2004, Martins Editora, ISBN 8533620438
- Urotopiag, 2005, IBRASA, ISBN 8534802491
- Totem do Rio Kawera, Imperial Novomilenio, ISBN 8599868667
- Sehaypori, 2007, Peiropolis, ISBN 8575960776
- Wirapurs e Muiraquitas
- Falando Tupi, 2012, Editora Pallas, ISBN 9788534704830
- Origem da Beija Flor, Peiropolis, ISBN 9788575962466
- Curumim e Canu, 2013
- Pequenas Guereiros, 2013, Verlag FTD